# Granmossetjärnet (Järnskogs socken, Värmland)
Granmossetjärnet är en sjö i Eda kommun i Värmland och ingår i Göta älvs huvudavrinningsområde. Sjöns area är 0,011 kvadratkilometer och den är belägen 279 meter över havet.